# Sílvio Jose Canuto
1. WEITERLEITUNG Sílvio José Canuto